# سیدخان (قرقری)
سیدخان یک روستا در ایران است که در استان سیستان و بلوچستان واقع شده‌است. سیدخان ۳۳ نفر جمعیت دارد.